# 西塔尔凯斯
西塔尔凯斯（？—前424年），色雷斯的奥德吕萨王国君主。他与雅典结盟，建立了强国，其领土从多瑙河延伸至爱琴海。公元前429年，他侵入哈尔基季基半岛及马其顿以帮助阿闵塔斯，但旋即返回，几无建树。他远征特里巴里人——多瑙河下游部落——时惨败，命亡。